# Lieve Lasten. Hoe kinderen gedragen worden
Lieve Lasten. Hoe kinderen gedragen worden was een grote tentoonstelling van 17 december 1993 tot en met 28 augustus 1994 in de centrale lichthal van het Tropenmuseum in Amsterdam.
De tentoonstelling liet zien hoe wereldwijd kleine kinderen worden meegevoerd in zogenaamde kinderdragers, die eigenlijk het culturele antwoord zijn op het feit dat de mens in de loop van de evolutie zijn vacht en klauwen heeft verloren. Apenjongen kunnen zich vastklemmen aan hun moeders, mensenkinderen moeten anders worden vervoerd. Kinderdragers zijn er in vele soorten en maten, variërend van op maat gesneden stukken dierenhuid tot geknoopte netten, fraai geweven heup- en rugdoeken, houten rugstoeltjes met versieringen en buikdragers, zoals ze ook in het Westen door moderne jonge ouders wel worden gebruikt. Niet alleen werd aandacht besteed aan
de kinderdragers zelf, maar in breder verband ook aan zwangerschap, geboorte en verzorging van jonge kinderen. Aangezien de meeste kinderdragers rijkelijk zijn voorzien van versieringen, waaronder vaak een aantal amuletten om ziektes en andere kwade invloeden op afstand te houden, kwamen ook de religieuze en magische aspecten van de verzorging van de kinderen aan de orde.
De geëxposeerde objecten waren voor het merendeel geleend van meer dan tien musea in binnen- en buitenland, waaronder het Rijksmuseum voor Volkenkunde in Leiden, het Museum voor Volkenkunde in Rotterdam, het Museon in Den Haag, het Pitt Rivers Museum in Oxford, het National Museum of Natural History in Washington en het Musée de l'Homme in Parijs.
Bij de tentoonstelling verscheen een rijk geïllustreerd boek met vijfentwintig essays door ruim twintig auteurs, waarin de kinderdragers biologisch, antropologisch, historisch en technisch worden beschouwd. Een tweede uitgave, alsmede een Engelstalige editie verschenen in 2011. Bij de tentoonstelling werd eveneens een kleine catalogus uitgegeven.

## Publicaties
- I.C. van Hout (red.), Lieve lasten. Hoe kinderen gedragen worden. Amsterdam: Koninklijk Instituut voor de Tropen, 1993. ISBN 90 6832 242 7
  - [Tweede druk, Engelse editie, 2011] Beloved burden; Baby-wearing around the world, 2011. ISBN 9789068321746).

- H. Poppinga, Lieve lasten. Hoe kinderen gedragen worden: 17 december 1993 - 28 augustus 1994. Amsterdam: Tropenmuseum, 1993 (catalogus)